# 도시락 (영화)
"도시락"(영어: The Code Of A Duel)은 대한민국의 여명준 감독이 제작 · 출연한 영화이다. 두 남자의 결투를 소재로 다루었다.

## 줄거리
평범한 직장인 임에도 싸움을 잘 하는 유영빈은 친구인 진운광이 운영하는 도장에서 그의 제자인 최본국을 만난다. 세 남자는 같은 도장에서 무예를 다지며 특별한 우정을 쌓아간다. 결투금지법이 발표되면서 합법적인 결투를 할 수 있는 마지막 날에 본국은 죽은 아버지의 원수를 갚기 위해 사범으로 위장하고 결투를 신청한다. 결투장에서 마주한 아버지의 원수는 유영빈이다. 뒤늦게 이 일을 알게 된 진운광은 결투를 말리기 위해 결투장으로 달려간다. 하지만 늦게 도착한 진운광은 본국의 죽음을 눈앞에서 목격하고, 유영빈을 향해 절규한다.

## 캐스팅
- 이상홍 : 유영빈 역
- 여명준 : 진운광 역
- 유재욱 : 최본국 역
- 신동선 : 최본국 (voice) 역
- 박지연 : 여직원 1 역
- 이은혜 : 여직원 2 역
- 박민영 : 여직원 3 역
- 김기환 : 설덕한 역
- 홍상우 : 최경관 역
- 김우준 : 공증인 1 역
- 전정훈 : 조 형사 역
- 신명민 : 한상도 역
- 박태용 : 박 과장 역
- 정찬철 : 남직원 1 역
- 한동균 : 남직원 2 역
- 최순희 : 청소아줌마 역
- 민영자 : 본국 모 역
- 임진호 : 중국집배달부 역
- 조지훈 : 퀵서비스 역
- 여병준 : 본국친구 1 역
- 신인규 : 본국친구 2 역
- 여창용 : 김사장 역
- 송승진 : 합기도남 역
- 강상옥 : 셀러리맨 역
- 박세민 : 김종철 역
- 여명은 : 김윤지 역
- 최영렬 : 뉴스속보 (voice) 역
- 김안나 : 교통방송 (voice) 역
- 오은영 : 라디오 DJ (voice) 역
- 박영일 : 현장기자 (voice) 역
- 박덕유 : 라디오대담자 (voice) 역
- 알로이시오 : 라디오대담자 (voice) 역